# Horch Aufbauwagen

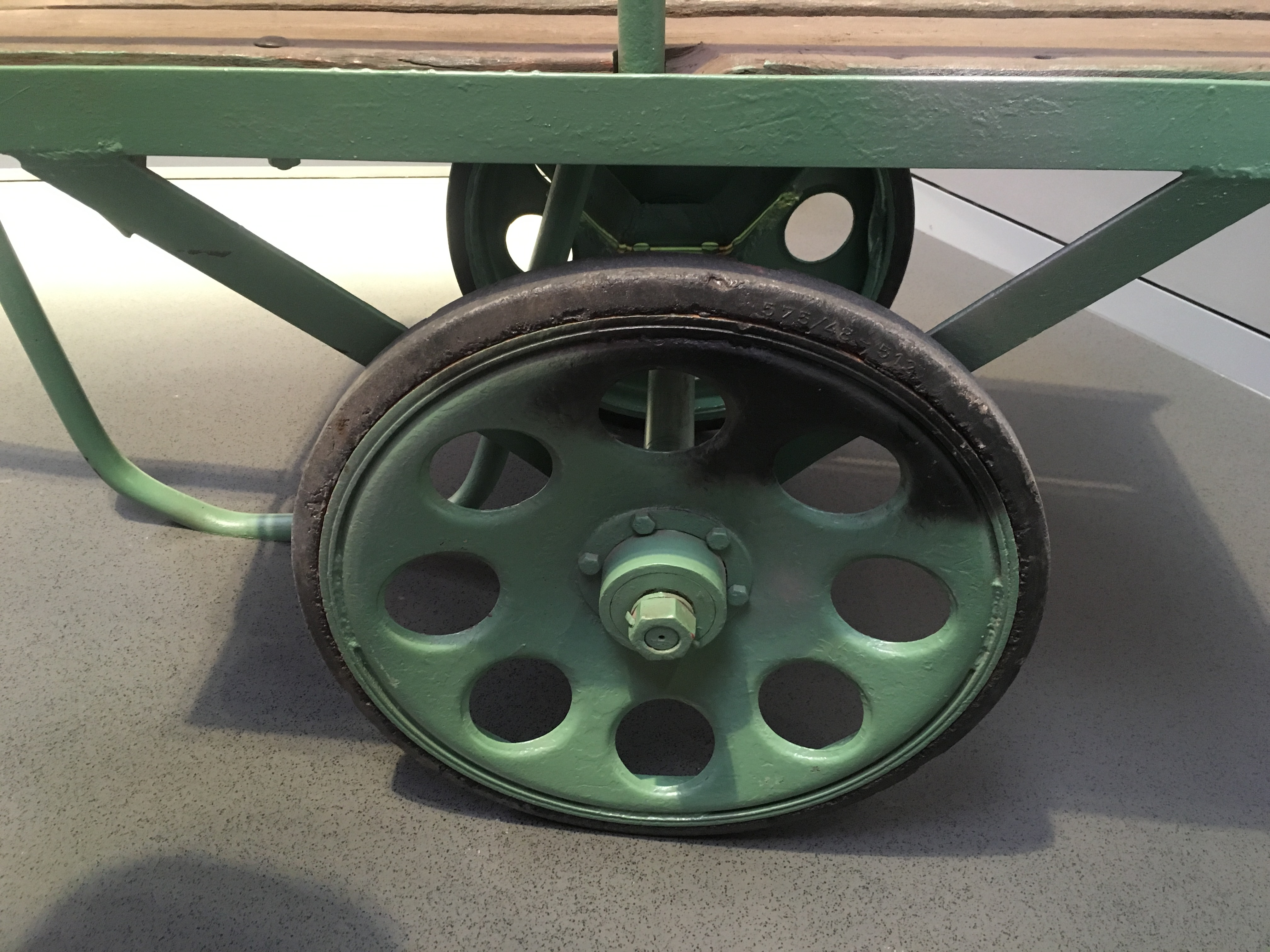
Einachsiger Horch Aufbauwagen (Detail) mit Rädern des Fahrgestells H kl 6p (Sd.Kfz. 11 oder Sd. Kfz. 251) in der Dauerausstellung des August Horch Museums

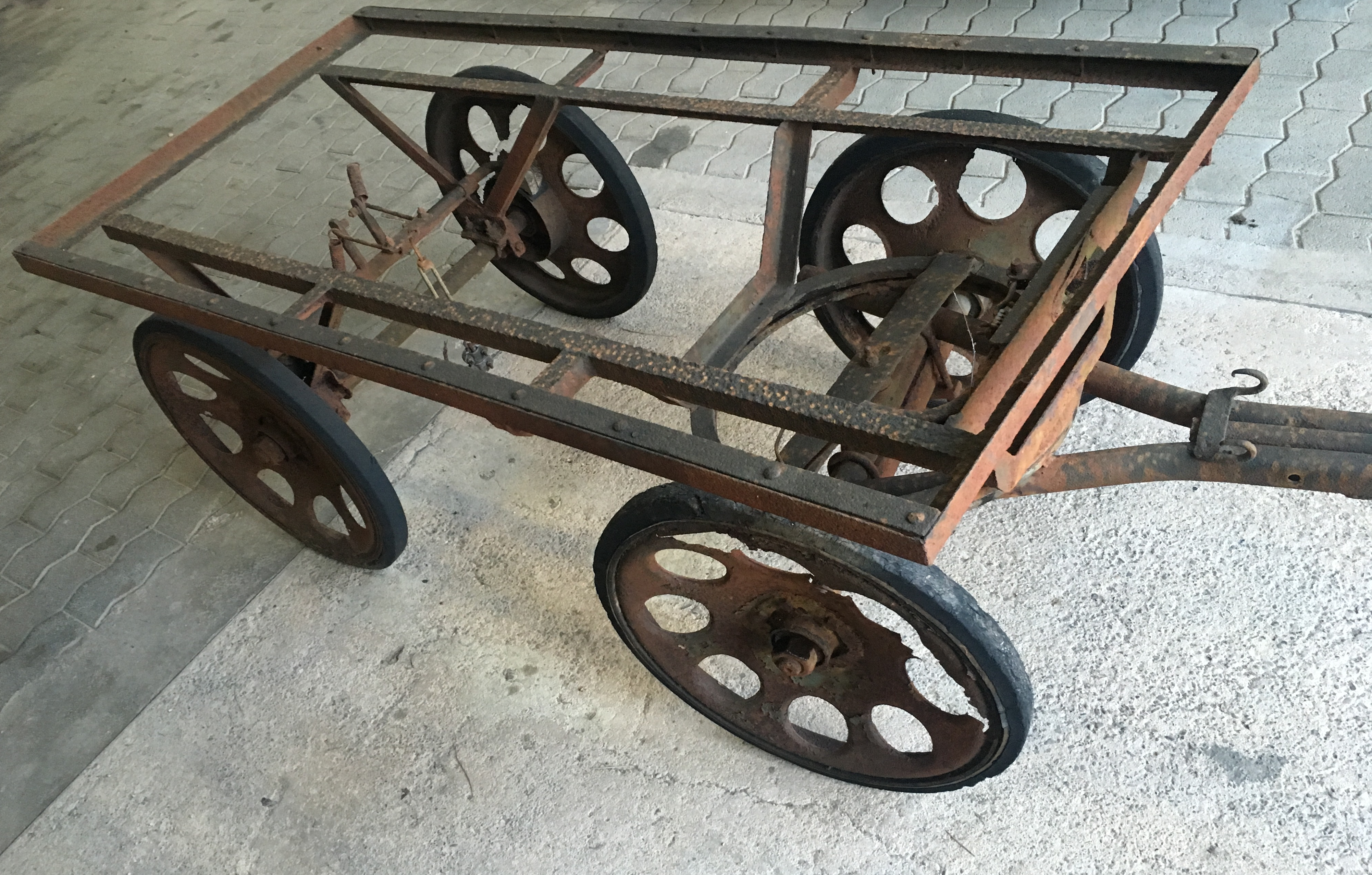
Zweiachsiger Horch Aufbauwagen als Pritschenwagen mit Drehschemellenkung, auf die Hinterräder wirkender Seilzugbremse und auswechselbarer Zugvorrichtung für Hand- oder Motorantrieb unter Verwendung von Rädern und Teilen des Fahrgestells H kl 6p (Sd.Kfz. 11 oder Sd. Kfz. 251), Sammlung Freiligrathhaus, Unkel

Der Horch Aufbauwagen (auch SAW 1/2 to Horch Aufbauwagen) war das erste nach Kriegsende im Horch-Werk in Zwickau hergestellte Fahrzeug. Er wurde überwiegend aus noch vorhandenen Resten der Produktion von Fahrwerken für die Wehrmachtsfahrzeuge Sd.Kfz. 251 und Sd.Kfz. 11 gebaut und mit dem seit 1924 verwendeten Horch-Markenzeichen beworben und angeboten. Der Fahrzeuganhänger war als 1/2-Tonner für Zwecke des Wiederaufbaus, der Enttrümmerung und für die Landwirtschaft konzipiert.
Der Horch Aufbauwagen wurde in den Jahren 1945 und 1946 in unbekannter Stückzahl produziert und anlässlich des 1. Mai 1946 in Zwickau unter dem vollständigen Namen „SAW 1/2 to Horch Aufbauwagen“ erstmals einer größeren Öffentlichkeit präsentiert. „SAW“ stand für die Sächsische Aufbauwerke GmbH, Werk Horch, Zwickau, August-Horch-Straße 21. Er war in einachsiger und zweiachsiger Ausführung mit Drehschemel sowie als Handwagen, Anhänger und Pferdewagen beziehungsweise landwirtschaftlicher Anhänger mit Spiralfederung erhältlich. Ob es auch motorisierte Varianten gab, ist unklar. Durch Bild- und Schriftquellen sowie zwei erhaltene Exemplare sind vier verschiedene, nicht motorisierte Typen belegt:
- einachsiger Handwagen mit Pritsche
- zweiachsiger Pritschenwagen mit Drehschemellenkung, auf die Hinterräder wirkender Seilzugbremse und auswechselbarer Zugvorrichtung für Hand- oder Motorantrieb
- zweiachsiger Pritschenwagen mit Drehschemellenkung und horizontal geführter Zugvorrichtung für den Handbetrieb
- zweiachsiger Pferdewagen mit Kutschbock, Handbremse, Zwillingsrädern und Spiralfederung an Vorder- und Hinterachse

Alle Typen hatten Räder des Fahrgestells H kl 6p und trugen Hartgummireifen. Im Zwickauer August-Horch-Museum kann ein erhaltener Horch Aufbauwagen in einachsiger Handwagenausführung als Teil der Dauerausstellung besichtigt werden.